# Cruïlles
Cruïlles är en ort i Spanien.   Den ligger i provinsen Província de Girona och regionen Katalonien, i den östra delen av landet, 600 km öster om huvudstaden Madrid. Cruïlles ligger 40 meter över havet och antalet invånare är 1 234.
Terrängen runt Cruïlles är kuperad åt sydväst, men åt nordost är den platt. Cruïlles ligger nere i en dal.Runt Cruïlles är det ganska tätbefolkat, med 139 invånare per kvadratkilometer. Närmaste större samhälle är Girona, 16,2 km väster om Cruïlles. Trakten runt Cruïlles består till största delen av jordbruksmark.